# Налогообложение Рамсея
Фрэнк Рамсей, автор неоклассической экономической модели, считал неэффективным обложение всех товаров налогами в одинаковой мере, так как это вызывает излишние потери общества при потреблении. Своей целью он ставил минимизировать ненужные потери общества при потреблении, путём введения дифференцированной ставки налогообложения на различные товары.
В статье «Вклад в теорию налогообложения» (1927) Рамсей предложил систему сбора налогов, которая обеспечивала бы поступление в бюджет государства необходимой суммы денежных средств, при минимальном снижении полезности индивида. Рамсей хотел изучить вопрос исключительно для конкурентной среды, а потому решил пренебречь внешней торговлей. Также он сделал допущение о том, что деньги одинаковы важны и ценны для всех людей, а все товары – уникальны.В результате своего исследования он приходит к выводу, что налогообложение продукции должно равняться величине обратной эластичности компенсированного спроса на неё. То есть, чем меньше эластичность спроса на товар, тем больше должна быть ставка налогообложения.
{\textstyle {\begin{aligned}{\frac {t_{a}}{t_{b}}}={\frac {E_{a}}{E_{b}}}\\t-{\text{ставка налога }}\\E-{\text{эластичность спроса}}\\\end{aligned}}}

## Использование теории налогообложения Рамсея на практике
Налогообложение непрерывно связано с ценообразованием. Многие страны, компании и политические партии используют налоги Рамсея как способ добиться максимальной общественной полезности. Однако, такая схема подразумевает, что самые большие цены (налоги) будут попадать на людей, пользующихся товарами первой необходимости. Тут экономическая теория сталкивается с практикой, поскольку цены на товары повышаются, а отказаться от их потребления люди не могут, и как результат люди становятся недовольны подобной дискриминацией. Это создаёт трудности при установлении цен в соответствии с теорией налогообложения Рамсея. С другой стороны, это становится дополнительным рычагом для политических партий, которые обещают субсидировать цены на товары первой необходимости.

### Цены на страховку
В результате исследований Бэсли приходит к выводу, что взвешивая возможные риски и исходы, люди предпочитают платить за медицинскую страховку, даже если понимают, что обычно она не окупается в полной мере. Это происходит из-за желания человека застраховать себя на "чёрный день". Таким образом, складывается ситуация, что большая часть здоровых людей, которым в целом не нужна страховка, платят за лечение заведомо более больных людей, так как цена на страховку для среднестатистических граждан - одинаковая. К тому же среднестатистический индивид будет страховать себя даже при повышении цены на страхование, потому что цена страховки всё равно меньше стоимости лечения при серьёзной проблеме со здоровьем (пускай и маловероятной).

### Норвежские паромы
В 2003 году норвежское правительство решило экспериментально изменить цены на перевозку людей и автотранспорта на паромах (основной вид транспорта в северной части Норвегии), однако столкнулось с неготовностью граждан к столь сильному изменению цен. Наибольшее сопротивление вышло со стороны сотрудников промышленной продукции, для которых нет альтернативы паромам, и от людей, живущих в особо отдалённых местах, куда без парома не добраться. Это стало следствием того, что их эластичность использования парома самая низкая, а значит для них цены поднялись сильнее всего. С того момента регламентация цен на паромы стала важнейшей частью программ политических партий.

### Авиабилеты
Цена на авиабилеты в разных странах тоже рассчитывается в соответствии с налогообложением Рамсея. Это вызвано тем, что управляющие стали пытаться сопоставлять размер самолёта, объём потребляемого топлива, длину рейса, затраты на поддержание самолёта со стоимостью на авиабилеты. Подобная практика применяется в той или иной мере в Испании, Германии, Иране и тд.

### Железнодорожные тарифы США
С 1983 года в США комиссия по торговле между штатами утвердило железнодорожные тарифы в соответствии с налогообложением Рамсея.

## Экономический смысл формулы Рамсея
(Для простоты будем рассуждать о линейной модели). В микроэкономике при увеличении цены на товар (в нашем случае налогообложении) будет уменьшаться абсолютная величина спроса на товар. При неизменном предложении товара это будет вызывать отклонение от точки равновесия. Образуется так называемый "мёртвый груз" - чистые потери общества, вызванные несовершенством рыночного механизма. Высота треугольника ("мёртвого груза") будет соответствовать прибыли государства, которое то получит от назначаемого налога. Так как цель налогов Рамсея - собрать нужные сумму денег самым эффективным способом, значит их задача меньшими жертвами получить наибольшую высоту треугольника ("мёртвого груза"). При неизменной функции предложения, меньшее изменение абсолютного спроса при изменении цены (то же самое, что высота "мёртвого груза") будет достигаться при более резкоубывающей функции спроса, которая свидетельствует о степени эластичности спроса на товар.  

## Вывод формулы Рамсея
(Более подробное математическое обоснование формулы Фрэнка Рамсея можно найти в самой статье).